# Grażyna Hanaf
Grażyna Hanaf (ur. 11 stycznia 1971 w Bolesławcu) – polska dziennikarka i pisarka.

## Życiorys
Bolesławianka, z wykształcenia historyk sztuki, dziennikarka regionalnego portalu i gazety istotne.pl, autorka trzech bajek (Garbuska, Dziewczynka-skrzynka i Zaginieni rodzice) i dwóch powieści (Joachim i Joachim Zemsta) oraz przewodników turystycznych po polsku i po francusku: Maroko i Prowansja (wyd. ExpressMap). 
W 2005 stworzyła i prowadziła projekty filmowo-edukacyjne dla młodzieży, założycielka Dyskusyjnego Klubu Filmowego w Bolesławcu. W latach 2005–2006 instruktorka sztuk wizualnych i animatorka kultury.  Prelegentka Nowych Horyzontów Edukacji Filmowej (2008–2015). 
Od 2018 jest prezesem stowarzyszenia „boleslawianie.eu”.

## Nagrody i wyróżnienia
- 2014:  Nagroda od prezydenta Bolesławca za promocję miasta[5].

## Publikacje

### Dla młodzieży i dorosłych
- Joachim
- Joachim zemsta

### Dla dzieci
- Garbuska
- Dziewczynka-skrzynka
- Zaginieni rodzice